# Líder Supremo da China
Na política chinesa moderna, o líder supremo, grande líder ou ainda o líder político da República Popular da China (chinês tradicional: 最高領導人, chinês simplificado: 最高领导人, pinyin: Zuìgāo Lǐngdǎorén; literalmente "líder supremo") é um título não oficial atribuído à figura política mais proeminente e que exerce influência e controle sobre as três esferas de poder mais elevadas do país (Partido Comunista da China, Conselho de Estado da República Popular da China e o Exército de Libertação Popular), onde possui poderes absolutos. O termo ganhou proeminência durante a era de Deng Xiaoping (1978–1989), onde ele foi capaz de exercer o controle político sem a necessidade de possuir cargos oficiais ou significantes na hierarquia do partido ou do governo (como Chefe de Estado, Chefe de governo ou Secretário-Geral do Partido Comunista da China).
Desde então, o termo tem sido usado com menos frequência para descrever os sucessores de Deng Xiaoping, ou seja, Jiang Zemin, Hu Jintao e Xi Jinping, que formalmente ocuparam os cargos de Secretário-Geral do Partido Comunista da China (líder máximo do Partido), Presidente da República Popular da China e Presidente da Comissão Militar Central do Partido Comunista da China. Jiang, Hu e Xi são geralmente referidos como "presidente" no cenário internacional, mesmo título usado pela maioria dos outros Chefes de Estado. No entanto, os sucessores de Deng obtêm seu real poder do cargo de secretário-geral, que é a principal posição na estrutura de poder chinesa e geralmente considerada pelos estudiosos como o cargo cujo titular pode ser de fato considerado o Líder Supremo do país. De acordo com a Constituição, o presidente é um gabinete em grande parte cerimonial.
Dessa forma, Xi Jinping é considerado o Líder Supremo da China desde novembro de 2012, após se tornar secretário-geral, e não março de 2013, quando sucedeu Hu Jintao como presidente.
Atualmente, o Líder Supremo possui os seguintes postos:
- Secretário-Geral do Partido Comunista da China (Chinês:中国共产党中央委员会总书记): o líder do partido e posição primária do estado.
- Presidente da Comissão Militar Central (Chinês:中央军事委员会主席): Comandante Militar Supremo do Exército de Libertação Popular.
- Presidente da República Popular da China (Chinês: 中华人民共和国主席): o chefe de estado majoritariamente cerimonial desde a Constituição de 1982.

## História
O Presidente Mao Zedong foi o dirigente indisputável da República Popular da China desde sua fundação em 1949 e possuía três cargos de liderança de uma só vez: Presidente do Partido Comunista da China, Presidente da Comissão Militar Central e Presidente da República Popular da China (1954–1959), fazendo dele o líder do partido, exército e estado, respectivamente.
Após a Grande Revolução Cultural Proletária, um amplo consenso emergiu no interior do partido de que os maiores excessos foram causados pela falta de freios e contrapesos no exercício do poder político e o resultante "culto à personalidade" de Mao. Desse modo, apesar de ser o sucessor direto e o escolhido por Mao, o líder Hua Guofeng acabou entrando na obscuridade por causa do pouco tempo em que esteve no poder e por sua controversa política de dar continuidade à agenda maoista, de modo que o Partido Comunista não o inclui no panteão de líderes supremos do país, apesar de ter ocupado esse papel entre a morte de Mao 1976 e 1978, quando Deng assumiu a liderança definitiva.
A partir dos anos 1980, a liderança passou a experimentar uma relativa separação de poderes, onde os postos de secretário-geral, presidente e primeiro-ministro eram ocupados por diferentes pessoas. Em 1985, por exemplo, o Secretário-Geral do Partido Comunista da China era Hu Yaobang, o Presidente da China era Li Xiannian e o Primeiro-ministro da China era Zhao Ziyang. No entanto, Deng Xiaoping ainda era reconhecido como o núcleo da liderança durante esse período. Tanto Hu como Zhao caíram em desgraça ao final da década de 80, mas Deng foi capaz de manter o controle político.
O título de líder supremo foi usado para se referir aos sucessores de Deng, Jiang Zemin e Hu Jintao, ainda que seja geralmente reconhecido que eles não possuíram tantos poderes como Deng apesar de ocuparem mais cargos de liderança. Houve também grande ênfase na liderança compartilhada, na qual o líder máximo é uma figura igual entre as demais, exercendo poder a partir de consensos obtidos no Comitê Permanente do Politburo. Isso foi particularmente aparente durante o mandato de Hu Jintao.
A partir de 1993, Jiang formalmente possuía três cargos que faziam dele o líder do partido, estado e exército. Quando Jiang deixou os cargos de Secretário-Geral e Presidente em 2002 e 2003, respectivamente, ele seguiu na posição de de Presidente da Comissão Militar Central. Assim, enquanto Jiang deixava seus postos formais entre 2002 e 2005, era ambíguo quem era o líder supremo da China. Posteriormente, Hu Jintao acabou ocupando as mesmas três posições durante seus anos no poder. Hu transferiu todas essas três posições para seu sucessor Xi Jinping entre novembro de 2012, quando Xi passou a ser Secretário-Geral do Partido Comunista e Presidente da Comissão Militar Central; e março de 2013, quando Xi tornou-se Presidente da China.
Desde sua ascensão ao poder, dois novos órgãos, a Comissão de Segurança Nacional e o Grupo de Liderança Central para Aprofundamento Compreensivo das Reformas, foram estabelecidos, reforçando a concentração de poder político na figura do líder supremo de uma forma mais elevada do que qualquer outro líder pós-Deng. Esses órgãos foram encarregados de estabelecer a direção da política geral para segurança nacional assim como a agenda para reforma econômica. Ambos os grupos são liderados pelo Secretário-Geral.

## Lista de Líderes políticos
Até agora, o termo "Líder Supremo" foi designado a seis líderes chineses, divididos em cinco gerações.
| Geração    | Líder supremo         | Início | Término | Teoria                              |
| ---------- | --------------------- | ------ | ------- | ----------------------------------- |
| 1ª geração | Mao ZedongHua Guofeng | 1949   | 1978    | Pensamento Mao Zedong               |
| 2ª geração | Deng Xiaoping         | 1978   | 1989    | Teoria de Deng Xiaoping             |
| 3ª geração | Jiang Zemin           | 1989   | 2002    | Teoria das Três Representações      |
| 4ª geração | Hu Jintao             | 2002   | 2012    | Visão Científica de Desenvolvimento |
| 5ª geração | Xi Jinping            | 2012   |         | Pensamento Xi Jinping               |

      Primeira Geração
      Segunda Geração
      Terceira Geração
      Quarta Geração
      Quinta Geração
| Foto                                                                            | Nome                 | Título                                                        | Mandato                                         | Período                                                              | Teoria/Ideologia                                                                                      | Líderes do Partido                          | Presidentes                           | Primeiros-ministros           |
| ------------------------------------------------------------------------------- | -------------------- | ------------------------------------------------------------- | ----------------------------------------------- | -------------------------------------------------------------------- | --- | ------------------------------------------- | ------------------------------------- | ----------------------------- |
|                                                                                 |                      |                                                               |                                                 |                                                                      | |                                             |                                       |                               |
|                                                                                 | Mao Tsé-Tung 毛泽东  | Presidente do Partido Comunista da China                      | 20 de março de 1943 – 28 de setembro de 1956    | 1 de outubro de 1949↓9 de setembro de 1976 (26 anos e 344 dias)      | Pensamento Mao Zedong(Maoismo)                                                                        | Ele mesmo                                   | Ele mesmoLiu Shaoqicargo abolido      | Zhou EnlaiHua Guofeng         |
| Presidente do Comitê Nacional da Conferência Consultiva Política do Povo Chinês | Mao Tsé-Tung 毛泽东  | 9 de outubro de 1949 – 25 de dezembro de 1954                 |                                                 | 1 de outubro de 1949↓9 de setembro de 1976 (26 anos e 344 dias)      | Pensamento Mao Zedong(Maoismo)                                                                        | Ele mesmo                                   | Ele mesmoLiu Shaoqicargo abolido      | Zhou EnlaiHua Guofeng         |
| Presidente da República Popular da China                                        | Mao Tsé-Tung 毛泽东  | 27 de setembro de 1954 – 9 de setembro de 1976                |                                                 | 1 de outubro de 1949↓9 de setembro de 1976 (26 anos e 344 dias)      | Pensamento Mao Zedong(Maoismo)                                                                        | Ele mesmo                                   | Ele mesmoLiu Shaoqicargo abolido      | Zhou EnlaiHua Guofeng         |
| Presidente da Comissão Militar Central do Partido Comunista da China            | Mao Tsé-Tung 毛泽东  | 8 de setembro de 1954 – 9 de setembro de 1976                 |                                                 | 1 de outubro de 1949↓9 de setembro de 1976 (26 anos e 344 dias)      | Pensamento Mao Zedong(Maoismo)                                                                        | Ele mesmo                                   | Ele mesmoLiu Shaoqicargo abolido      | Zhou EnlaiHua Guofeng         |
|                                                                                 | Hua Guofeng 华国锋   | Presidente do Partido Comunista da China                      | 7 de outubro de 1976 – 28 de junho de 1981      | 7 de outubro de 1976↓22 de dezembro de 1978 (2 anos e 104 dias)      | Dois Todos(Maoismo)                                                                                   | Ele mesmo                                   | cargo abolido                         | Ele mesmo                     |
| Primeiro-Ministro da República Popular da China                                 | Hua Guofeng 华国锋   | 4 de fevereiro de 1976 – 10 de setembro de 1980               |                                                 | 7 de outubro de 1976↓22 de dezembro de 1978 (2 anos e 104 dias)      | Dois Todos(Maoismo)                                                                                   | Ele mesmo                                   | cargo abolido                         | Ele mesmo                     |
| Presidente da Comissão Militar Central do Partido Comunista da China            | Hua Guofeng 华国锋   | 7 de outubro de 1976 – 28 de junho de 1981                    |                                                 | 7 de outubro de 1976↓22 de dezembro de 1978 (2 anos e 104 dias)      | Dois Todos(Maoismo)                                                                                   | Ele mesmo                                   | cargo abolido                         | Ele mesmo                     |
|                                                                                 | Deng Xiaoping 邓小平 | Primeiro Vice-primeiro-ministro da República Popular da China | 17 de janeiro de 1975 – 18 de junho de 1983     | 22 de dezembro de 1978↓9 de novembro de 1989 (10 anos e 322 dias)    | Pensamento Deng Xiaoping(Socialismo com Características Chinesas)                                     | Hua GuofengHu YaobangZhao ZiyangJiang Zemin | cargo abolidoLi XiannianYang Shangkun | Hua GuofengZhao ZiyangLi Peng |
| Presidente do Comitê Nacional da Conferência Consultiva Política do Povo Chinês | Deng Xiaoping 邓小平 | 8 de março de 1978 – 17 de junho de 1983                      |                                                 | 22 de dezembro de 1978↓9 de novembro de 1989 (10 anos e 322 dias)    | Pensamento Deng Xiaoping(Socialismo com Características Chinesas)                                     | Hua GuofengHu YaobangZhao ZiyangJiang Zemin | cargo abolidoLi XiannianYang Shangkun | Hua GuofengZhao ZiyangLi Peng |
| Presidente da Comissão Consultiva Central do Partido Comunista da China         | Deng Xiaoping 邓小平 | 13 de setembro de 1982 – 2 de novembro de 1987                |                                                 | 22 de dezembro de 1978↓9 de novembro de 1989 (10 anos e 322 dias)    | Pensamento Deng Xiaoping(Socialismo com Características Chinesas)                                     | Hua GuofengHu YaobangZhao ZiyangJiang Zemin | cargo abolidoLi XiannianYang Shangkun | Hua GuofengZhao ZiyangLi Peng |
| Presidente da Comissão Militar Central do Partido Comunista da China            | Deng Xiaoping 邓小平 | 28 de junho de 1981 – 9 de novembro de 1989                   |                                                 | 22 de dezembro de 1978↓9 de novembro de 1989 (10 anos e 322 dias)    | Pensamento Deng Xiaoping(Socialismo com Características Chinesas)                                     | Hua GuofengHu YaobangZhao ZiyangJiang Zemin | cargo abolidoLi XiannianYang Shangkun | Hua GuofengZhao ZiyangLi Peng |
|                                                                                 | Jiang Zemin 江泽民   | Secretário-Geral do Partido Comunista da China                | 24 de junho de 1989 – 15 de novembro de 2002    | 9 de novembro de de 1989↓19 de setembro de 2004 (14 anos e 315 dias) | Teoria das Três Representações                                                                        | Ele mesmo                                   | Yang ShangkunEle mesmo                | Li PengZhu Rongji             |
| Presidente da República Popular da China                                        | Jiang Zemin 江泽民   | 27 de março de 1993 – 13 de março de 2003                     |                                                 | 9 de novembro de de 1989↓19 de setembro de 2004 (14 anos e 315 dias) | Teoria das Três Representações                                                                        | Ele mesmo                                   | Yang ShangkunEle mesmo                | Li PengZhu Rongji             |
| Presidente da Comissão Militar Central da República Popular da China            | Jiang Zemin 江泽民   | 19 de março de 1990 – 13 de março de 2005                     |                                                 | 9 de novembro de de 1989↓19 de setembro de 2004 (14 anos e 315 dias) | Teoria das Três Representações                                                                        | Ele mesmo                                   | Yang ShangkunEle mesmo                | Li PengZhu Rongji             |
| Presidente da Comissão Militar Central do Partido Comunista da China            | Jiang Zemin 江泽民   | 9 de novembro de 1989 – 19 de setembro de 2004                |                                                 | 9 de novembro de de 1989↓19 de setembro de 2004 (14 anos e 315 dias) | Teoria das Três Representações                                                                        | Ele mesmo                                   | Yang ShangkunEle mesmo                | Li PengZhu Rongji             |
|                                                                                 | Hu Jintao 胡锦涛     | Secretário-Geral do Partido Comunista da China                | 15 de novembro de 2002 – 15 de novembro de 2012 | 19 de setembro de 2004↓15 de novembro de 2012 (8 anos e 57 dias)     | Visão Científica de Desenvolvimento(Sociedade Socialista Harmoniosa)                                  | Ele mesmo                                   | Ele mesmo                             | Wen Jiabao                    |
| Presidente da República Popular da China                                        | Hu Jintao 胡锦涛     | 15 de março de 2003 – 14 de março 2013                        |                                                 | 19 de setembro de 2004↓15 de novembro de 2012 (8 anos e 57 dias)     | Visão Científica de Desenvolvimento(Sociedade Socialista Harmoniosa)                                  | Ele mesmo                                   | Ele mesmo                             | Wen Jiabao                    |
| Presidente da Comissão Militar Central do Partido Comunista da China            | Hu Jintao 胡锦涛     | 19 de setembro de 2004 – 15 de novembro de 2012               |                                                 | 19 de setembro de 2004↓15 de novembro de 2012 (8 anos e 57 dias)     | Visão Científica de Desenvolvimento(Sociedade Socialista Harmoniosa)                                  | Ele mesmo                                   | Ele mesmo                             | Wen Jiabao                    |
| Presidente da Comissão Militar Central da República Popular da China            | Hu Jintao 胡锦涛     | 13 de março de 2005 – 14 de março de 2013                     |                                                 | 19 de setembro de 2004↓15 de novembro de 2012 (8 anos e 57 dias)     | Visão Científica de Desenvolvimento(Sociedade Socialista Harmoniosa)                                  | Ele mesmo                                   | Ele mesmo                             | Wen Jiabao                    |
|                                                                                 | Xi Jinping 习近平    | Secretário-Geral do Partido Comunista da China                | 15 de novembro de 2012 – atualmente             | 15 de novembro de 2012↓atualmente (12 anos e 122 dias)               | Pensamento Xi Jinping sobre o Socialismo com Características Chinesas para uma Nova Era(Sonho Chinês) | Ele mesmo                                   | Ele mesmo                             | Li KeqiangLi Qiang            |
| Presidente da Comissão Militar Central do Partido Comunista da China            | Xi Jinping 习近平    |                                                               | 15 de novembro de 2012 – atualmente             | 15 de novembro de 2012↓atualmente (12 anos e 122 dias)               | Pensamento Xi Jinping sobre o Socialismo com Características Chinesas para uma Nova Era(Sonho Chinês) | Ele mesmo                                   | Ele mesmo                             | Li KeqiangLi Qiang            |
| Presidente da República Popular da China                                        | Xi Jinping 习近平    | 14 de março de 2013 – atualmente                              |                                                 | 15 de novembro de 2012↓atualmente (12 anos e 122 dias)               | Pensamento Xi Jinping sobre o Socialismo com Características Chinesas para uma Nova Era(Sonho Chinês) | Ele mesmo                                   | Ele mesmo                             | Li KeqiangLi Qiang            |
| Presidente da Comissão de Segurança nacional do Partido Comunista da China      | Xi Jinping 习近平    | 25 de janeiro de 2014 – atualmente                            |                                                 | 15 de novembro de 2012↓atualmente (12 anos e 122 dias)               | Pensamento Xi Jinping sobre o Socialismo com Características Chinesas para uma Nova Era(Sonho Chinês) | Ele mesmo                                   | Ele mesmo                             | Li KeqiangLi Qiang            |